# Ruta 325 (Costa Rica)
La Ruta 325, oficialmente Ruta Nacional Terciaria 325, es una ruta nacional de Costa Rica ubicada en la provincia de San José.

## Descripción
En la provincia de San José, la ruta atraviesa el cantón de Pérez Zeledón (los distritos de San Isidro de El General, Páramo).